# Pekka Johansson
Paavo « Pekka » Johansson puis Jaale, surnommé Suomen Jim Thorpe (né le 21 octobre 1895 à Helsinki et décédé le 5 décembre 1983 dans la même ville) est un athlète finlandais spécialiste du lancer de javelot. Son club était le HKV.

## Biographie

### Palmarès
| Date | Compétition           | Lieu   | Résultat | Performance |
| ---- | --------------------- | ------ | -------- | ----------- |
| 1920 | Jeux olympiques d'été | Anvers | 3e       | 63,09 m     |
| 1924 | Jeux olympiques d'été | Paris  | 8e       | 55,10 m     |

### Records
| Épreuve           | Performance   | Lieu | Date |
| ----------------- | ------------- | ---- | ---- |
| Lancer de javelot | 64,64 m       |      | 1919 |
| Décathlon         | 7 474,385 pts |      | 1919 |